# Scotiaster
Scotiaster is een geslacht van zeesterren uit de familie Ganeriidae.

## Soort
- Scotiaster inornatus Koehler, 1907